# Desa Cijambu (administrativ by i Indonesien, lat -6,83, long 107,80)
Desa Cijambu är en administrativ by i Indonesien.   Den ligger i provinsen Jawa Barat, i den västra delen av landet, 120 km sydost om huvudstaden Jakarta.